# Parkland (Film)
Parkland  (Verweistitel: Parkland – Das Attentat auf John F. Kennedy) ist ein US-amerikanischer Film aus dem Jahr 2013. Das historische Filmdrama erzählt die hektischen Ereignisse, die auf die Ermordung von John F. Kennedy folgten. Das Drehbuch stammt von Peter Landesman, der auch Regie führte. Produzenten waren Tom Hanks, Gary Goetzman und Bill Paxton, sowie Matt und Nigel Sinclair. Der Film basiert auf dem Buch Reclaiming History: The Assassination of President John F. Kennedy von Vincent Bugliosi.

## Handlung
Parkland erzählt von den Geschehnissen unmittelbar nach dem Attentat auf John F. Kennedy am 22. November 1963 aus sehr unterschiedlichen Perspektiven: Angefangen bei den jungen Ärzten und Krankenschwestern im titelgebenden Parkland Memorial Hospital, dem örtlichen Krankenhaus von Dallas; weiterhin dem Leiter der Secret-Service-Niederlassung in Dallas; einem Hobbyfilmer, der unbeabsichtigt die „bekannteste und meist analysierte Filmaufnahme aller Zeiten“ machte; den FBI-Agenten, die erkennen mussten, dass der mutmaßliche Attentäter Lee Harvey Oswald wenige Tage vor der Tat bei ihnen gewesen war; dessen Bruder, Robert Oswald, der angesichts der Tat mit seiner zerrütteten Familie zurechtkommen musste; und nicht zuletzt Kennedys Sicherheitsbeauftragte, die sowohl Zeugen des Todes des Präsidenten als auch des Aufstiegs Lyndon B. Johnsons zum neuen „mächtigsten Mann der Welt“ wurden.

## Kritiken
Der Film bekam gemischte Kritiken und bei Rotten Tomatoes erreichte Parkland einen Anteil positiver Kritiken 50 %. In der Internet Movie Database wurde Parkland mit 6,3 bewertet.

## Hintergrund
Die Produktion begann im Januar 2013 in Austin, Texas. Peter Landesman (Drehbuchautor und Regisseur des Historiendramas) kommentierte in der Tageszeitung USA Today, dem Online-Magazin Deadline.com und der Fachzeitschrift The Hollywood Reporter, der Film gehe nicht auf die zahlreichen Verschwörungstheorien ein, die sich seit Kennedys Ermordung um die Geschehnisse dieses Tages ranken.
Parkland feierte seine Premiere im Rahmen der 70. Internationalen Filmfestspiele in Venedig. Er wurde außerdem während des 38. TIFF gezeigt. Da sich das Kennedy-Attentat 2013 zum 50. Mal jährte, wurde der Film in den Vereinigten Staaten ab dem 4. Oktober 2013 in den Kinos gezeigt. Geplant war der deutsche Kinostart für den 13. Dezember 2013. Anlässlich des besagten Gedenktages nahm der deutschsprachige Fernsehsender ProSieben den Film jedoch schon am 22. November 2013 zur Hauptsendezeit in sein Abendprogramm auf.